# Timeless: The Classics Vol. 2
Timeless: The Classics Vol. 2 é um álbum de covers do músico, cantor e compositor estadunidense Michael Bolton, lançado em 1999.

## Faixas
1. "Sexual Healing"
2. "Tired of Being Alone"
3. "Let's Stay Together"
4. "My Girl"
5. "Ain't No Sunshine"
6. "Wonderful World"
7. "Like a Rolling Stone"
8. "I Can't Stand the Rain"
9. "Try a Little Tenderness"
10. "What You Won't Do For Love"
11. "A Whiter Shade of Pale"

## Desempenho nas paradas

### Singles
| Ano  | Single           | Parada             | Posição |
| ---- | ---------------- | ------------------ | ------- |
| 2000 | "Sexual Healing" | Adult Contemporary | 28      |